# Salpis puechi
Salpis puechi là một loài bướm đêm trong họ Geometridae.